# Club Sportivo Limpeño
O Club Sportivo Limpeño é um clube de futebol paraguaio com sede na cidade de Limpio, Departamento Central. Fundado em 16 de julho de 1914, o clube é conhecido por sua equipe de futebol feminino, que alcançou o título do campeonato nacional em três ocasiões, nos anos de 2015, 2016 e 2019, além da Copa Libertadores de 2016.

## História
O Sportivo Limpeño foi fundado em 16 de julho de 1914, inicialmente com o nome Club Paso Ñandejara, mas mudou para o nome atual alguns anos depois. Foi um dos clubes fundadores e filiado à Liga Limpeña de Fútbol em 1952, onde conquistou várias vezes o título de campeão.
No ano de 2012, desafiliou-se da Liga Limpeña e solicitou filiação à Associação Paraguaia de Futebol para participar da quarta divisão dessa entidade. Sua solicitação foi aceita, e participou pela primeira vez no campeonato de 2013, quando não apenas conseguiu a promoção para a terceira divisão, mas também se sagrou campeão.
Na categoria feminina, o clube é um dos principais vencedores do país, tendo conquistado três títulos nacionais e uma Copa Libertadores. No ano de 2019, o Sportivo Limpeño estabeleceu uma parceria com o Club Libertad devido à exigência da Confederação Sul-Americana de Futebol, que obriga as equipes participantes de seus torneios a desenvolverem ou financiarem um clube na modalidade feminina. Assim, surgiu o Libertad Limpeño.

## Títulos

### Masculino
- Campeonato Paraguaio - Quarta Divisão: 2013[11]

### Feminino
- Campeonato Paraguaio: 2015,[12] 2016[13] e 2019[14]
- Copa Libertadores: 2016[15]